# Claus Christiansen
Claus Christiansen (19 de outubro de 1967) é um ex-futebolista profissional dinamarquês, que atuava como defensor. Foi campeão da Eurocopa de 1992.

## Carreira
Claus Christiansen fez parte do elenco da Seleção Dinamarquesa de Futebol da Eurocopa de 1992.

## Títulos
- Eurocopa de 1992